# Psacothea
Psacothea es un género de escarabajos longicornios de la tribu Lamiini. Se distribuye por Asia.

## Especies
- Psacothea hilaris (Pascoe, 1857)
- Psacothea nigrostigma Wang, Chiang & Zheng, 2002
- Psacothea rubra Gressitt, 1938